# Hôtel de Séneujol
L'hôtel de Séneujol est un monument situé dans la ville du Puy-en-Velay dans le département de la Haute-Loire.
L'hôtel en totalité est inscrit au titre des monuments historiques par arrêté du 18 octobre 2011.